# Cuộc viễn chinh Jackson
Cuộc viễn chinh Jackson diễn ra sau khi thành phố Vicksburg, Mississippi đầu hàng quân miền Bắc vào tháng 7 năm 1863. Quân đội miền Bắc dưới quyền Thiếu tướng William T. Sherman tổ chức một cuộc viễn chinh nhằm tiêu diệt những nỗ lực giải vây Vicksburg của Tướng Joseph E. Johnston.

## Bối cảnh lịch sử
Giữa Chiến dịch Vicksburg, có Trận Jackson vào ngày 14 tháng 5 năm 1863, trong đó Binh đoàn Tennessee dưới sự chỉ huy của Thiếu tướng Ulysses S. Grant chiếm được thủ phủ của thành phố Jackson, Mississippi, nhưng sau đó quân miền Bắc lại bỏ Jackson để mà Tây tiến về thành phố Vicksburg. Trong cuộc vây hãm Vicksburg, Tướng miền Nam là Joseph E. Johnston tập kết quân đội tại Jackson, nhằm giải nguy cho lực lượng đồn binh đang nguy khốn dưới quyền Trung tướng John C. Pemberton. Johnston cẩn thận kéo 3 vạn binh lính về phía sau quân đội của Grant đang công hãm Vicksburg. Thấy vậy, Grant bèn ra lệnh cho Sherman mang quân đến đối phó với mối hiểm họa từ Johnston.

## Cuộc viễn chinh bắt đầu
Vào ngày 1 tháng 7 năm 1863, quân lực của Johnston đóng cứ dọc theo sông Big Black. Sherman quyết tâm dùng Quân đoàn IX để phá dỡ sự đe dọa của Johnston. Vào ngày 5 tháng 7 năm 1863, một ngày sau khi quân miền Nam tại Vicksburg chính thức đầu hàng, Sherman đã dễ dàng đem binh đi đánh Johnston. Johnston vội vã triệt binh qua các chiến địa sông Big Black và hồi Champion trước sự truy đuổi của Sherman. Sherman thống lĩnh Quân đoàn IX, Quân đoàn XV, Quân đoàn XIII, và một chi đội của Quân đoàn XVI.

## Cuộc vây hãm Jackson
Vào ngày 10 tháng 7 năm 1863, Quân đội Liên bang miền Bắc lập căn cứ xung quanh Jackson.  Cuộc giao chiến ác liệt nhấ diễn ra vào ngày 11 tháng 7 năm 1863, khi ấy quân miền Bắc tấn công không nổi quân miền Nam. Trong đợt giao tranh này, Chuẩn tướng miền Bắc là Jacob G. Lauman ban lệnh cho một Lữ đoàn dưới quyền Đại tá Isaac C. Pugh tiến công các chiến lũy của quân miền Nam do Lữ đoàn của Chuẩn tướng. Daniel W. Adams chiếm cứ. Kết quả là Lauman bị huyền chức do không thể thực hiện chặt chẽ các quân lệnh của Thiếu tướng E.O.C. Ord - cấp trên của ông, dẫn tới tổn hại nặng nề. Thay vì mạo hiểm chịu rơi vào bẫy của quân miền Bắc, Johnston quyết tâm rời bỏ thủ phủ của Vicksburg và rút binh vào ngày 16 tháng 7 năm 1863. Đến ngày hôm sau, đoàn quân của Sherman tiến vào chiếm giữ thành phố.
Cuộc chiếm đóng thành phố Vicksburg đã chấm dứt hoàn toàn mối hiểm họa cuối cùng nhằm vào Vicksburg.